# Echizen (Nyū)
Echizen (jap. 越前町 Echizen-chō) – miasto w Japonii, na wyspie Honsiu, w prefekturze Fukui. Według danych na rok 2020 miejscowość zamieszkiwało 20 118 mieszkańców , a gęstość zaludnienia wyniosła 131,4 os./km².